# شب دهم (فیلم)
شب دهم فیلمی به کارگردانی جمال شورجه و نویسندگی شورجه و رحیم رحیمی‌پور محصول سال ۱۳۶۸ است.

## خلاصه داستان
عزیز سحرخیز، در شب دهم ماه محرم پس از درگیری خیابانی عزاداران با مأموران ارتش، که برای حمایت از چند آمریکایی مست به خیابان آمده‌اند، از مهلکه می‌گریزد و همسرش را تنها رها می‌کند. او تا سال‌ها بعد از حرکت خود احساس پشیمانی و حقارت می‌کند و موفق نمی‌شود فرزندش را، که شانزده ساله شده، از زیر تأثیر برادر همسرش، نایب، که عزاداران شب دهم ماه محرم را رهبری می‌کرده، خارج کند. پسر او به جبهه جنگ می‌رود و عزیز به دنبال پسر روانهٔ جبهه جنگ می‌شود، اما در راه بر اثر موج انفجار دچار فراموشی می‌شود و پس از بهبودی خود را در موقعیت متفاوتی می‌بیند.

## بازیگران
- جهانبخش سلطانی
- ولی شیراندامی
- ملیحه نیکجومند
- نسرین خدادوست مقدم
- رضا بنفشه‌خواه
- علیرضا اسحاقی
- سعید شیشه‌گر
- اسماعیل زنگل کیا
- منصور نصیری
- حسین خسروی
- سید مهرداد ضیایی
- علیرضا ودائی
- رسول خانی
- شهاب هاشمیان
- امیرحسین شریفی
- حسین جان قربان